# Элвин и бурундуки (телесериал)
Элвин и бурундуки (англ. Alvin and the Chipmunks) — американский анимационный детский телесериал с участием бурундуков, созданный компанией Bagdasarian Productions совместно с Ruby-Spears Enterprises с 1983 по 1987 год, Murakami-Wolf-Swenson в 1988 году и DIC Enterprises с 1988 по 1990 год.
Большую часть анимации для сезонов со 2 по 5 создала южнокорейская анимационная студия Hanho Heung-Up. Совместные с Murakami-Wolf-Swenson эпизоды были анимированны компанией A-1 Productions. Последний сезон анимировала компанией Sei Young Animation.
Шоу транслировалось с 17 сентября 1983 года по 1 декабря 1990 года на канале NBC и является продолжением оригинального сериала 1961–1962 годов «Шоу Элвина». В шоу впервые появилась группа «Чипетты» — три самки бурундуков (Бриттани, Жанетт, Элеонор). В 1986 они вместе с опекуншей мисс Беатрис Миллер присоединились к персонажам сериала. 
В 1988 году производство сериала перешло к DIC Enterprises, но первые 11 эпизодов шестого сезона были спродюсированны компанией Murakami-Wolf-Swenson, а сериал был переименован в «Бурундуки». 

## Роли дублировали

### Приключения бурундучков
Надежда Румянцева — Элвин
Александра Назарова — Саймон
Людмила Гнилова — Теодор
Александр Воеводин — Дэйв

### Элвин и бурундучки
Любовь Германова — Элвин
Татьяна Божок — Саймон и Элеонора
? — Теодор
Сергей Чекан — Дэйв
Наталья Гурзо — Бриттани
Ольга Сирина — Джанетт

## Список дублированных серий

### Сезон 1
- Человек — не остров
- С няней ночью не страшно
- Элвин выходит из себя

### Сезон 2
- Операция "Теодор"
- Японские девушки
- Новая жизнь Саймона
- Самые прекрасные циркачи в мире
- Что случилось с машиной Дэйва?

### Сезон 3
- Путаница с клипами
- Тайная жизнь Дэйва Севилла
- Дом с привидениями
- Элвин-пожарный
- Сёстры
- Умница Саймон
- Играем в футбол
- Маленький червяк в большом яблоке

### Сезон 4
- Элвин, Элвин, Элвин!
- Заветная мечта Дэйва

- Элвин, Саймон и Теодор с гостями в постере мультфильма «Герои мультфильмов приходят на помощь»